# 杰奥尔杰塔·安德鲁安凯
杰奥尔杰塔·安德鲁安凯（羅馬尼亞語：Georgeta Andruanche，1976年4月14日—），旧姓达米安（Damian），罗马尼亚女子赛艇运动员。她曾代表罗马尼亚参加2000年、2004年、2008年和2012年夏季奥林匹克运动会赛艇比赛，获得五枚金牌和一枚铜牌。